# Talidade
Talidade (tal + –idade = qualidade de tal; em inglês, suchness ou thusness) é um termo para o atributo definidor de uma coisa em si, tal qual ela é em sua essência. Na filosofia ocidental, é uma forma de traduzir o neologismo poiotês/poiotêta de Platão, que foi popularizado como "qualitas" no latim em neologismo criado por Cícero e é hoje mais conhecido na filosofia como qualidade. Conforme aparece no diálogo Teeteto: 
"Não encontramos que eles dizem que o calor, a brancura ou qualquer coisa que você queira surge de alguma maneira como esta, a saber, que cada um desses se move simultaneamente com a percepção entre o elemento ativo e o passivo, e o passivo se torna percipiente, mas não a percepção, e o ativo se torna tal-e-tal (poion ti), mas não a talidade (poiotêta)? ... O elemento ativo não se torna talidade (qualidade essencial) calor, ou brancura. Ele se torna tal-e-tal (instância da qualidade): quente, ou branco - e assim por diante."
"Talidade" passou a ser um termo utilizado por Xavier Zubiri para definir o conteúdo qualificado intrínseco: "A realidade física da essência na ordem da talidade é aquilo segundo o qual a coisa é 'isto' e não o 'outro', ou seja, é a maneira de estar 'construída' a coisa real como 'tal'", mas que a talidade da essência é maior e além da coisa imanente: "por sua própria talidade, a essência tem uma função transcendental".
No entanto, ele é mais amplamente utilizado no budismo como termo que traduz Tathata, principalmente nas linhagens maaiana, identificando a natureza fundamental do fenômeno ou a realidade última não dual e absoluta, como sendo tal qual e apresentada na mente pura ou desperta (mente luminosa) que enxerga o conhecimento através de Prajña/Jñana, em oposição à ignorância e ilusão: livre de vijñanas e discriminações egoicas; a percepção tal qual é relacionada também ao conceito de Mente-apenas (idealismo).

## Tathātā
Tathātā (em sânscrito:  तथाता, transl. tathātā; em páli:  तथता; em tibetano: དེ་བཞིན་ཉིད་; chinês: 真如) é traduzido de várias formas como "talidade". É um conceito central no Maaiana, tendo um significado particular no budismo Chan também. Paul J. Griffiths traduz o termo como "atualidade". O sinônimo dharmatā também é frequentemente usado.
Enquanto vivo, o Buda se referiu a si mesmo como o Tathagata, que pode significar "Aquele que veio a tal" ou "Aquele que assim foi" e interpretado corretamente pode ser lido como "Aquele que chegou à talidade". Tathata aparece canonicamente no Samyutta Nikaya como relacionado à natureza dos darmas (fenômenos) na originação dependente.

### Budismo Maaiana
O tathātā na tradição maaiana do leste asiático é visto como representando a realidade básica e pode ser usado para encerrar o uso de palavras. Uma escritura chinesa maaiana do século V, intitulada "Despertar da Fé do Mahayana", descreve o conceito mais completamente: 
Na sua própria origem, a talidade é de si mesma dotada de atributos sublimes. Manifesta a mais alta sabedoria que brilha em todo o mundo, possui conhecimento verdadeiro e uma mente repousando simplesmente em seu próprio ser. É eterna, bem-aventurada, seu próprio ser e a mais pura simplicidade; é revigorante, imutável, livre... Por possuir todos esses atributos e ser privada de nada, é designada como o Útero do Tathagata e o Corpo do Dharma de Tathagata.
É no Iogacara que ocorre uma elaboração do conceito de tathata, e Vasubandhu (fl. século IV-V), um de seus principais fundadores, considera-o como realidade última e que, diferente de Kant, a coisa-em-si é conhecível aos Budas.
Brian Edward Brown identifica que no Ratnagotra (c. século III-V) Tathata é considerada a realidade absoluta como oculta e imanifesta em meio à contaminação (samala), mas que  permanece com sua natureza própria (svabhavā) pura, retida até que seja manifestada como Nirmalā Tathata no processo chamado de purificação. Ele também afirma que a transformação da consciência humana, cada vez mais em direção à sabedoria do Buda e menos da ignorância contaminada, torna o tathata não  um conceito abstrato vago, mas algo realizável, concreto até mesmo em cada percepção da mente fenomênica.

Segundo Kosho Yamamoto, a percepção do Buda é diferente no maaiana:
O que é o Tathagata [Buda]? [...] Ele é eterno e imutável. Ele está além da noção humana de "é" ou "não é". Ele é Talidade [tathata], que é fenômeno e númeno, juntos. Aqui, a noção carnal do homem é sublimada e explicada do ponto de vista macrocósmico da existência de tudo e todos. E este Dharmakaya é ao mesmo tempo Sabedoria e Emancipação [moksha]. Nesta ampliação ontológica do conceito de existência do Corpo de Buda [buddhakaya], esse sutra e, consequentemente, Mahayana, difere do Buda do budismo primitivo.
D. T. Suzuki. renomado estudioso zen, destaca a importância da talidade das coisas em todas as suas interpretações filosóficas, chegando a afirmar "Considero a talidade como sendo a base de toda experiência religiosa". Ele equivale tathata a sunyata e diz que enxergar as realidades como elas são e apreciar a beleza das coisas é uma forma de tathata. Ele também realizou uma tradução do Laṅkāvatāra Sūtra (c. século III-V), um dos mais importantes sutras maaiana sobre a natureza de Buda, em que se encontram dentre as definições de tathata a sua associação ao conhecimento verdadeiro das coisas:
O conhecimento correto e a talidade, Mahamati, são indestrutíveis e, portanto, são conhecidos como Parinishpanna [conhecimento perfeito].
O conhecimento [relativo] (vijñana) ocorre onde há algo semelhante a um mundo externo; o conhecimento [transcendental] (jñana) pertence ao reino da Talidade.
R. H. Robinson, ecoando D. T. Suzuki, transmite como o Lankavatara Sutra percebe o dharmata através do portal de śūnyatā: "O Laṅkāvatāra sempre tem o cuidado de equilibrar Śūnyatā com Tathatā ou insistir em que quando o mundo é visto como śūnya, vacuidade, ele é apreendido em sua talidade".

### Budismo Chan
Nas histórias Chan, tathātā costuma ser melhor revelado no aparentemente mundano ou sem sentido, como perceber o modo como o vento sopra através de um campo de grama ou observar o rosto de alguém se iluminar enquanto sorri. De acordo com a hagiografia Chan, Gautama Buda transmitiu a consciência de tathātā diretamente para Mahākāśyapa no que veio a ser traduzido como o Sermão da Flor. Em outra história, o Buda perguntou a seus discípulos: "Quanto tempo dura a vida humana?" Como nenhum deles poderia oferecer a resposta correta, ele lhes disse: "A vida é apenas uma respiração". Aqui podemos ver o Buda expressando a natureza impermanente do mundo, onde cada momento individual é diferente do último. Molloy afirma: "Sabemos que estamos experimentando a 'talidade' da realidade quando experimentamos algo e dizemos a nós mesmos: 'Sim, é isso; é assim que as coisas são'. No momento, reconhecemos que a realidade é maravilhosamente bela, mas também que seus padrões são frágeis e passageiros".
O mestre Thiền Thích Nhất Hạnh escreveu: "As pessoas costumam considerar andar na água ou no ar um milagre. Mas acho que o verdadeiro milagre não é andar na água ou no ar, mas andar na terra. Todos os dias estamos envolvidos em um milagre que nem reconhecemos: um céu azul, nuvens brancas, folhas verdes, os olhos negros e curiosos de uma criança - nossos próprios olhos. Tudo é um milagre." e que "No estado não iluminado, no entanto, o que tomamos como nosso mundo da realidade é apenas o mundo da discriminação (vikalpa), que se manifesta na base do tathata. Nesse mundo de discriminação, sujeito e objeto, representação e nome são revelados. Mas, ao penetrar nessas ideias por meios hábeis, voltamos ao mundo dos tathata e da verdadeira sabedoria. Isso não implica o desaparecimento do mundo dos fenômenos. O que desaparece é a discriminação-imaginação. O mundo dos fenômenos é revelado na verdadeira sabedoria sem ser velado por vikalpa. O mundo dos fenômenos é apenas um com o mundo de tathata, da mesma maneira que as ondas não podem ser separadas da água".